# Astiphromma calvum
Astiphromma calvum är en stekelart som beskrevs av Dasch 1971. Astiphromma calvum ingår i släktet Astiphromma och familjen brokparasitsteklar. Inga underarter finns listade.